# Marie-Jean Hérault de Séchelles
Marie-Jean Hérault de Séchelles (Parigi, 15 novembre 1759 – Parigi, 5 aprile 1794) è stato un avvocato e politico francese, membro del Comitato di salute pubblica e del Comitato di sicurezza generale, Deputato della Seine-et-Oise alla Convenzione nazionale e per due brevi periodi presidente della stessa.

## Biografia
Era figlio di Jean-Baptiste Martin Hérault de Séchelles e di Marie-Marguerite Magon de La Lande, nipote di René Hérault e probabilmente del maresciallo Louis Georges Érasme de Contades. Il nonno era stato avvocato del re al Grand Châtelet de Paris, mentre il padre, colonnello nel reggimento del Rouergue, trovò la morte durante la battaglia di Minden, combattuta nella Guerra dei Sette Anni.
Seguendo le orme del nonno, divenne avvocato del re (procuratore allo Châtelet) di Parigi a 18 anni. Grazie a una dispensa di Maria-Antonietta, della quale era il favorito, era nel 1785 il più giovane avvocato generale allo Châtelet, dove era noto per i suoi "calori contronatura", secondo Coste d'Arnobat. Ebbe come segretario Eustache-Nicolas Pigeau.
Sostenne di essere stato tra coloro che hanno preso la Bastiglia. Nel 1791 fu eletto deputato all'Assemblea legislativa nel Dipartimento di Seine-et-Oise, schierandosi contro la monarchia. Dopo il 10 agosto 1792 contribuì alla formazione del primo Tribunale rivoluzionario.
Entrò nel Comitato di salute pubblica, ma tra la fine del 1793 e l'inizio del 1794 fu sottoposto a una duplice accusa, che ne causò l'espulsione, l'arresto e la vita. Mentre si trovava in missione presso l'armata del Reno, il deputato François-Louis Bourdon lo attaccò, denunciando i suoi legami con alcuni uomini sospettati di cospirare contro la Rivoluzione. Al suo ritorno a Parigi, Hérault de Séchelles riuscì a discolparsi, ma successivamente fu accusato di aver trasmesso informazioni segrete sull'attività del Comitato a Vienna, per tramite di Pierre-Jean-Berthold Proly, che si diceva fosse il figlio naturale del principe di Kaunitz.
Quando si scoprì che Hérault aveva inoltre nascosto nella propria casa l'émigré Catus, un tempo commissario di guerra e ora tacciato di cospirazione, la situazione precipitò. Il 12 marzo venne decretato il suo arresto, avvenuto tre giorni dopo.
Comparve davanti al Tribunale rivoluzionario con i "dantonisti" dal 13 al 16 germinale anno II (dal 2 al 5 aprile 1794), venne condannato a morte e ghigliottinato con loro. Venne sepolto in una fossa comune nello scomparso Cimitero degli Errancis.
Fu anche uno dei principali redattori della Dichiarazione dei diritti dell'uomo e del cittadino del 1793.
Sposato con M.lle Desmaries, ebbe due figli.

## Scritti
- Dialogue pour les citoyens des campagnes du département du Mont-Blanc, entre un électeur et l'un des commissaires de la Convention nationale, sur le serment civique que la loi exige des prêtres (1793) Texte en ligne
- Constitution du peuple français à l'usage des enfans, précédée du Rapport du comité de salut public, fait à la Convention le 10 juin, par le citoyen Hérault, suivie du Décret et de l'instruction pour la convocation des assemblées primaires, &c, et à laquelle on a joint le nouveau calendrier, décrétée le 24 juin, et acceptée le 10 août, l'an IIe de l'égalité (1793) Texte en ligne
- Recueil complet de tout ce qui s'est passé à la fête de l'unité et de l'indivisibilité de la République française, avec les Six discours prononcés aux stations, par le citoyen Hérault-de-Séchelles, président de la Convention nationale (1793) Texte en ligne
- Voyage à Montbar, contenant des détails très intéressans sur le caractère, la personne et les écrits de Buffon, par feu Hérault de Séchelles, suivi de Réflexions sur la déclamation, d'un Éloge d'Athanase Auger et d'autres morceaux de littérature du même auteur (1800). Réédition par François-Alphonse Aulard, Paris, Librairie des Bibliophiles, 1890; réédition chez Le Promeneur, collection "Le cabinet des lettrés", 2007.
- Théorie de l'ambition et autres essais, édité par Gérard Guégan, Paris, Ramsay, 1978
- Œuvres littéraires et politiques, édité par Hubert Juin, Lausanne, Rencontre, 1970
- Théorie de l'ambition : codicille politique et pratique d'un jeune habitant d'Épône ; suivi de Sur la conversation, édité par Gérard Guégan, Paris, Mille et une nuits, 2005